# Seille (Saône)
De Seille is een rivier in de Franse departementen Jura en Saône-et-Loire. Ze heeft haar bron in het Juragebergte en mondt in de gemeente La Truchère uit in de Saône.
- Bibliothèque nationale de France: cb13602722b (data)
- Gemeinsame Normdatei: 4327216-2
- Système universitaire de documentation: 05351744X
- Virtual International Authority File: 236963357